# Saint-Martin-des-Pézerits
Saint-Martin-des-Pézerits ist eine französische Gemeinde mit 121 Einwohnern (Stand: 1. Januar 2022) im Département Orne in der Region Normandie. Sie gehört zum Arrondissement Mortagne-au-Perche und zum Kanton Mortagne-au-Perche.

## Geografie
Die Gemeinde Saint-Martin-des-Pézerits liegt an der oberen Sarthe, etwa 36 Kilometer nordöstlich von Alençon. Nachbargemeinden sind Moulins-la-Marche im Nordwesten, Saint-Aquilin-de-Corbion im Nordosten, Soligny-la-Trappe im Südosten, Saint-Ouen-de-Sécherouvre im Süden und Saint-Aubin-de-Courteraie im Südwesten.

## Bevölkerungsentwicklung
| Jahr      | 1962 | 1968 | 1975 | 1982 | 1990 | 1999 | 2008 | 2018 |
| --------- | ---- | ---- | ---- | ---- | ---- | ---- | ---- | ---- |
| Einwohner | 180  | 136  | 109  | 99   | 113  | 114  | 111  | 142  |

## Sehenswürdigkeiten

Kirche Saint-Martin

- Kirche Saint-Martin